# Oberneusulza
Oberneusulza is een  gehucht in de Duitse gemeente Bad Sulza in het landkreis Weimarer Land in Thüringen. Het ontstond als gevolg van de zoutwinning in de negentiende eeuw. In 1923 werd de tot dan zelfstandige gemeente toegevoegd aan de gemeente Bad Sulza.
Auerstedt · Bergsulza · Dorfsulza · Flurstedt · Gebstedt · Ködderitzsch · Neustedt · Oberneusulza · Reisdorf · Schwabsdorf · Sonnendorf · Stadtsulza · Wickerstedt